# Olivklotterlav
Olivklotterlav (Opegrapha viridis) är en lavart som först beskrevs av Pers. ex Ach., och fick sitt nu gällande namn av Behlen & Desberger. Olivklotterlav ingår i släktet Opegrapha och familjen Roccellaceae.  Arten är reproducerande i Sverige. Inga underarter finns listade i Catalogue of Life.